# Wasserwerk Wuhlheide
Das Wasserwerk Wuhlheide ist ein denkmalgeschütztes Wasserwerk in der Berliner Wuhlheide im Ortsteil Berlin-Oberschöneweide und steht östlich der Trabrennbahn Karlshorst im Jagen 340. Es bildet mit dem Wasserwerk Friedrichshagen einen Verbund.

## Geschichte
In den Jahren 1911 bis 1916 entstand wegen starken Bevölkerungswachstums bei rascher Etablierung von Industriebetrieben in den Berliner Vororten und aufgrund hygienischer Anforderungen für den Bereich Wuhlheide die Notwendigkeit, ein Wasserwerk zu errichten. Der Magistratsbaurat Gustav Ziesemann aus Karlshorst lieferte die Baupläne für die erste Ausbaustufe, die 1914 vollendet war.
Das Wasserwerk in der damaligen Berliner Vorortgemeinde wurde im Jahr 1914 in Betrieb genommen. Durch die Bildung von Groß-Berlin ging die Verantwortung zum Betreiben auf die Stadt Berlin über, die am 1. April 1922 einen Verbund aller existierenden Wasserwerke mit der Bezeichnung Berliner Städtische Wasserwerke AG bildete. Die Aktionäre ließen anschließend alle Wasserwerke technisch überprüfen, um (a) einen Weiterbetrieb ohne Veränderungen, (b) technische Erneuerungen, (c) Ersatz veralteter Technik oder (d) eine Stilllegung ohne Ersatz durchzuführen. Da die Anlage in der Wuhlheide bereits mit elektrischen Antrieben arbeitete, kam es in die Kategorie (a). In den Jahren 1928/1929 erfolgte eine Erweiterung der Aufbereitungsanlage: das Werk erhielt einen neuen größeren Reinwasserbehälter für 21.600 m³ Inhalt sowie zwei Manganfilteranlagen. Parallel zu allen Modernisierungen in den Wasserwerken erfuhr auch das gesamte städtische Rohrnetz umfangreiche Erweiterungen und Erneuerungen. Im Werk Wuhlheide wurde zudem ein Laboratorium eingerichtet, eines von drei, das die Wasserqualität für den gesamten Berliner Großraum überwachte.
Am Ende des Zweiten Weltkriegs erlitt das Wasserwerk schwere Schäden, deren Beseitigung bis zum Jahr 1951 dauerte. Eine erste technische Erneuerung erfolgte durch die Umrüstung auf Unterwassermotorpumpen im Jahr 1976. 1978/1979 wurde die Belüftung geändert, 1985/1986 erhielten die Filteranlagen Glasrohre.
In den Jahren 1993/1994 wurde die gesamte Heizung und die Warmwasserbereitung auf Erdgas umgestellt, weitere vier Reinwasserbehälter wurden aufgestellt. Schließlich erfolgte eine Umrüstung des Verwaltungsgebäudes in eine zentrale Rohrnetzbetriebsstelle.
In den Jahren 2009 und 2014 wurde die Brunnengalerie Ost und West erneuert, wobei die Hebergalerien nun auch Unterwassermotorpumpen erhielten.
Am 17. Mai 2014 fand auf dem Gelände des Wasserwerks ein Familienfest zum 100-jährigen Bestehen statt.

## Technische Angaben
Alle technischen Anlagen des Wasserwerks, zu Beginn des Ersten Weltkriegs installiert, nutzen elektrische Antriebe. Ein Hochbehälter in einem Wasserturm sorgt für die Abpufferung von Förderschwankungen. Der Turm wurde nach den Zerstörungen des Krieges nicht wieder in voller Höhe aufgebaut.
Im Jahr 2016 hatte das Wasserwerk eine maximale Leistung von 30.000 m³ pro Tag, besaß 17 Vertikalfilterbrunnen der Galerie Ost und 18 Vertikalfilterbrunnen der Galerie West. Die Pumpen fördern pro Stunde 40–50 m³ Wasser. Die Wasseraufbereitung des Rohwassers erfolgt durch zehn offene Grobfilter, deren Filterfläche 308 m² beträgt. 36 geschlossene Bollmannfilter haben eine Filterfläche von 221 m², die vier Manganfilterkammern verfügen über eine Fläche von 400 m². Zur Wasserförderung waren sechs Elektrokreiselpumpen im Einsatz, von denen drei zur Förderung des Rohwassers mit einer maximalen Fördermenge von 300 bis 1 500  m³ pro Stunde dienten. Im Jahr 2013 wurde die Hebergalerie West stillgelegt, womit diese drei Pumpen abgeschaltet wurden. Die anderen drei Pumpen verfügen über eine Leistung von 500–2.500 m³ pro Stunde bei einem Druck von 5,0–7 bar. und stellen das Reinwasser bereit.

## Architektur
Der Kern der Wassergewinnungsanlage ist ein frei stehendes zweischiffiges Maschinenhaus. Es wurde im Stil der Moderne mit Anklängen an den Klassizismus ausgeführt. Daneben befinden sich zwei Werkstätten und zwei Wohngebäude. Ein Bauwerk mit H-förmigem Grundriss dahinter besteht aus einem eingeschossigen Verwaltungstrakt sowie einem viergeschossigen Bauwerk, in dem die in zehn Kammern aufgeteilte Enteisenungsanlage, eine Sandwäsche und vier Filterhäuser untergebracht sind. In der ebenfalls zum Kulturdenkmal gehörenden umgebenden Gartenanlage stehen zwei Reinwasserbehälter und der oben bereits genannte Wasserturm.
Alle Gebäude sind Putzbauten, als Fassadenschmuck wirken Lisenen. Die Betriebsgebäude besitzen kleine paarige Rechteckfenster, hohe Walmdächer mit Fledermausgauben schließen die Häuser ab.